# Tokmak (Ucrania)
Tokmak (en ucraniano: Токмак; en ruso: Токмак) es una ciudad ucraniana perteneciente al óblast de Zaporiyia. Situada en el sur del país, forma parte del raión de Pologi y centro del municipio (hromada) de Tokmak.
La ciudad está ocupada por Rusia desde marzo de 2022 en el marco de la invasión rusa de Ucrania.

## Geografía
Tokmak está en la orilla del río Tokmachka, un afluente del río Tokmak. La ciudad está situada a 98 km del sureste de Zaporiyia.

## Historia
Los orígenes de Tokmak se remontan al asentamiento, en 1784, a orillas del río Tokmak, de familias de cosacos de Zaporiyia y campesinos de la región de Poltava. Situada en una ruta comercial, la localidad está experimentando un rápido crecimiento. En 1861, se incorporó al uyezd de Berdiansk en la gobernación de Táurida. Fue entonces cuando su nombre fue cambiado y se llamó desde entonces Veliki Tokmak" (en ucraniano: Великий Токмак) hasta 1962, cuando fue llamado otra vez según su nombre original. Sus habitantes eran agricultores, criadores, comerciantes y artesanos.  
A principios del siglo XX, una decena de empresas empleaban a alrededor de mil trabajadores, en particular en dos fábricas de maquinaria agrícola. El acceso a la línea ferroviaria Járkov-Sebastopol a través de la estación de Prishib proporciona un impulso adicional a la economía de Tokmak. En vísperas de la Primera Guerra Mundial, industriales y comerciantes unieron fuerzas para construir el ferrocarril Tsarekonstantinovka-Feodorivka con la estación Veliki Tokmak.
La resolución del Comité Panucraniano del 7 de marzo de 1923 creó la raión de Tokmak con su centro administrativo en Tokmak.El 7 de marzo de 1923, Veliki Tokmak se convirtió en un asentamiento urbano y centro administrativo de uyezd. De 1923 a 1927, la fábrica Krasni Progress fabricó los primeros tractores de tres ruedas Zaporojets. Luego, la industria avanzó rápidamente apoyándose en una escuela de mecánica. En 1938 se le concedieron los derechos de ciudad y hoy en día se ha convertido en un centro industrial. 
Durante la Segunda Guerra Mundial, el ejército alemán ocupó la ciudad en 1941, donde un grupo de partisanos actuó contra el ocupante. El 20 de septiembre de 1943, el Velika Tokmak fue liberado de la ocupación.
El 30 de diciembre de 1962, Veliki Tokmak pasó a llamarse Tokmak y recibió el estatus de ciudad de importancia regional. 
Hasta el 18 de julio de 2020, Tokmak fue centro del raión de Tokmak. El raión fue abolido en julio de 2020 como parte de la reforma administrativa de Ucrania, que redujo el número de raiones del óblast de Zaporiyia a cinco. El territorio del raión de Tokmak se fusionó con el raión de Pologi.
El 7 de marzo de 2022, Tokmak fue capturado por las fuerzas rusas durante la invasión rusa de Ucrania . Los ciudadanos asistieron repetidamente a manifestaciones contra la ocupación del ejército ruso. El 7 de mayo se supo sobre la muerte del alcalde de Tokmak desde 2009 Igor Kotelevsky, quien se negó a cooperar con los rusos.En junio de 2023, comenzaron las operaciones ofensivas de las fuerzas armadas ucranianas en Tokmak, que fue utilizado por el ejército ruso como centro de suministro para Melitópol.

## Demografía
La evolución de la población de Tokmak entre 1923 y 2022 fue la siguiente:
| 6940                                                          | 9293 | 29 675 | 28 575 | 4292 | 42 178 | 45 112 | 36 275 | 29 573 |
| (Fuente: Cities & Towns of Ukraine y UKRAINE: Größere Städte) |      |        |        |      |        |        |        |        |

Según el censo de 2001, el 81,4% de la población son ucranianos, el 16,6% son rusos y el resto de minorías son principalmente bielorrusos (0,5%). En cuanto al idioma, la lengua materna de la mayoría de los habitantes, el 70,25% es el ucraniano; del 29,35% el ruso.

## Economía
El 25 de abril de 2018 se inauguró en Tokmak la planta de energía solar más potente de Ucrania, "Tokmak Solar Energy", con 160.000 módulos solares están ubicados en una superficie de 96 hectáreas y una capacidad de la central eléctrica de 50 MW.

## Infraestructura

### Educación
La ciudad tiene la Facultad de Mecánica de la Universidad Técnica Nacional de Zaporiyia, así como  el centro educativo y de consultoría Tokmak de la Universidad Nacional de Construcción Naval. También hay 10 escuelas y 8 jardines de infancia. 

### Transporte
La ciudad de Tokmak está situada en la intersección de las carretera estatal H30 (Kámianka del Dniéper-Vasílivka-Tokmak-Berdiansk) y la carretera regional T-0401 (Novomikolaivka-Oríjiv-Tokmak-Melitópol). La estación de tren Veliki Tokmak opera en la ciudad en la línea Fedorivka–Verjni Tokmak II-Volnovaja.

## Personas ilustres
- Marko Bezruchko (1883-1944): comandante militar ucraniano y un general de la República Popular Ucraniana.
- Oleksandr Ivchenko (1903-1968): diseñador de aviones soviético ucraniano que fue jefe de desarrollo de motores de pistón y más tarde de turbina de gas para muchos tipos de aeronaves.
- Lew Grade (1906-1998): magnate ucraniano-británico de medios de comunicación, dueño de Associated Television.
- Bernard Delfont (1909-1994): magnate ucraniano-británico del teatro.
- Andri Oberemko (1984): futbolista ucraniano.
- Margaryta Yakovenko (1992): escritora ucraniana que escribe en lengua española y trabaja para el periódico El País.

## Galería

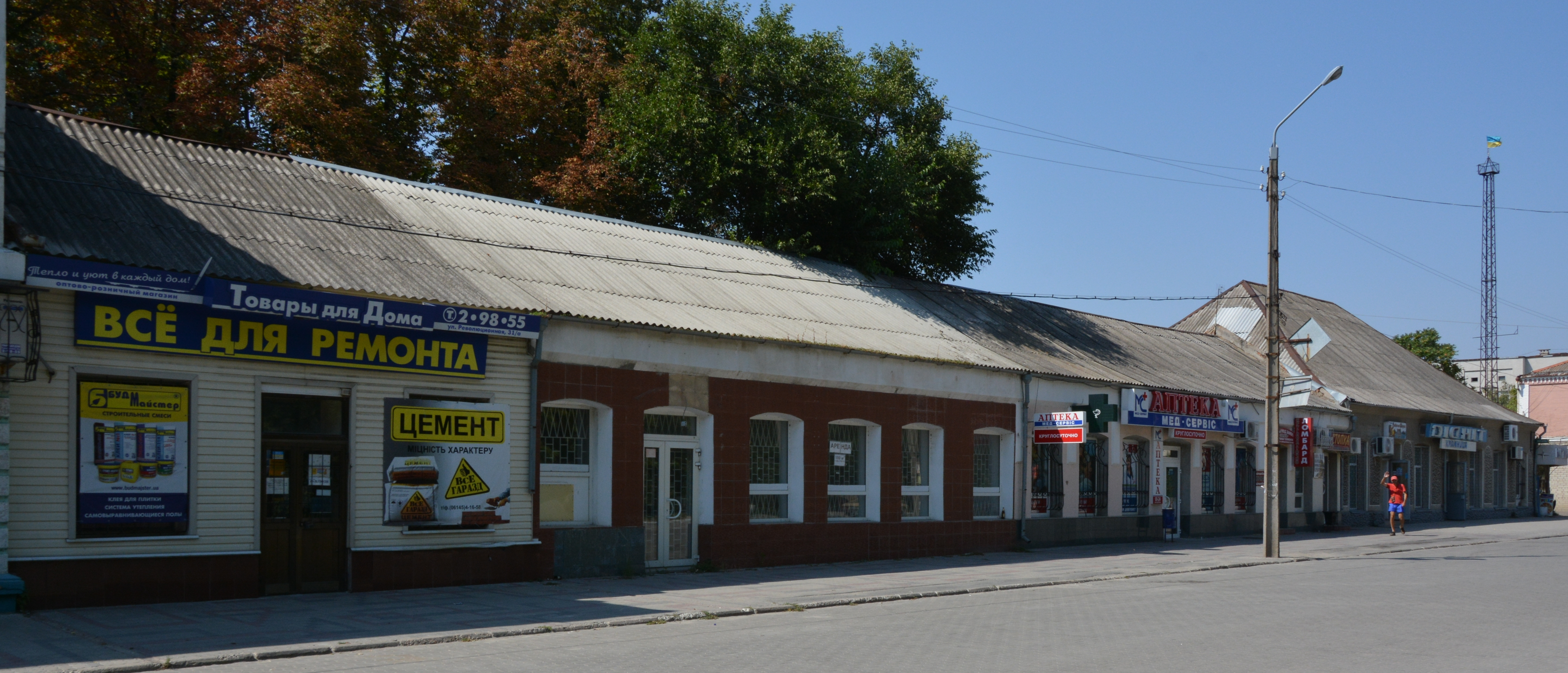
Calle comercial en Tokmak
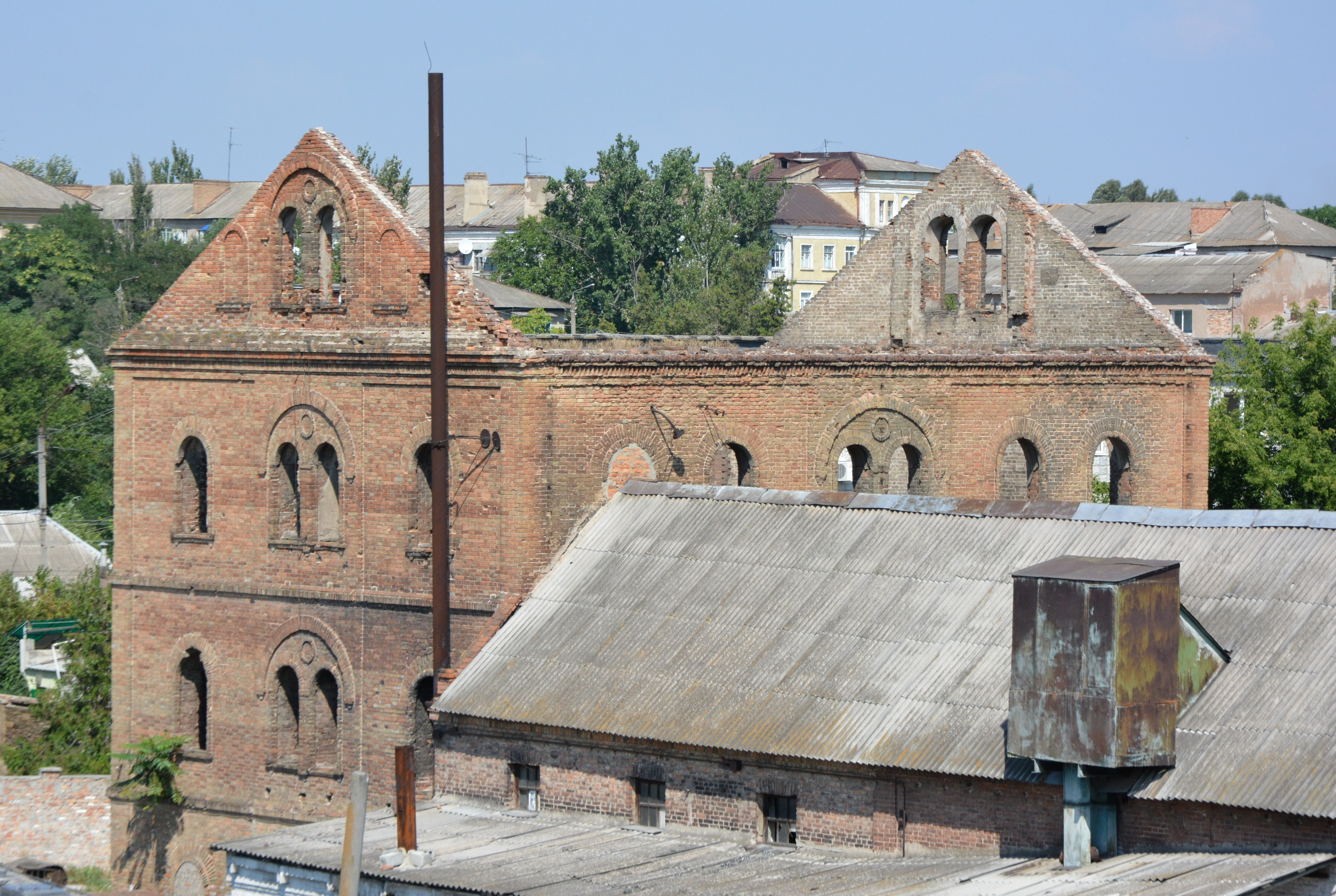
Ruinas de un molino en Tokmak
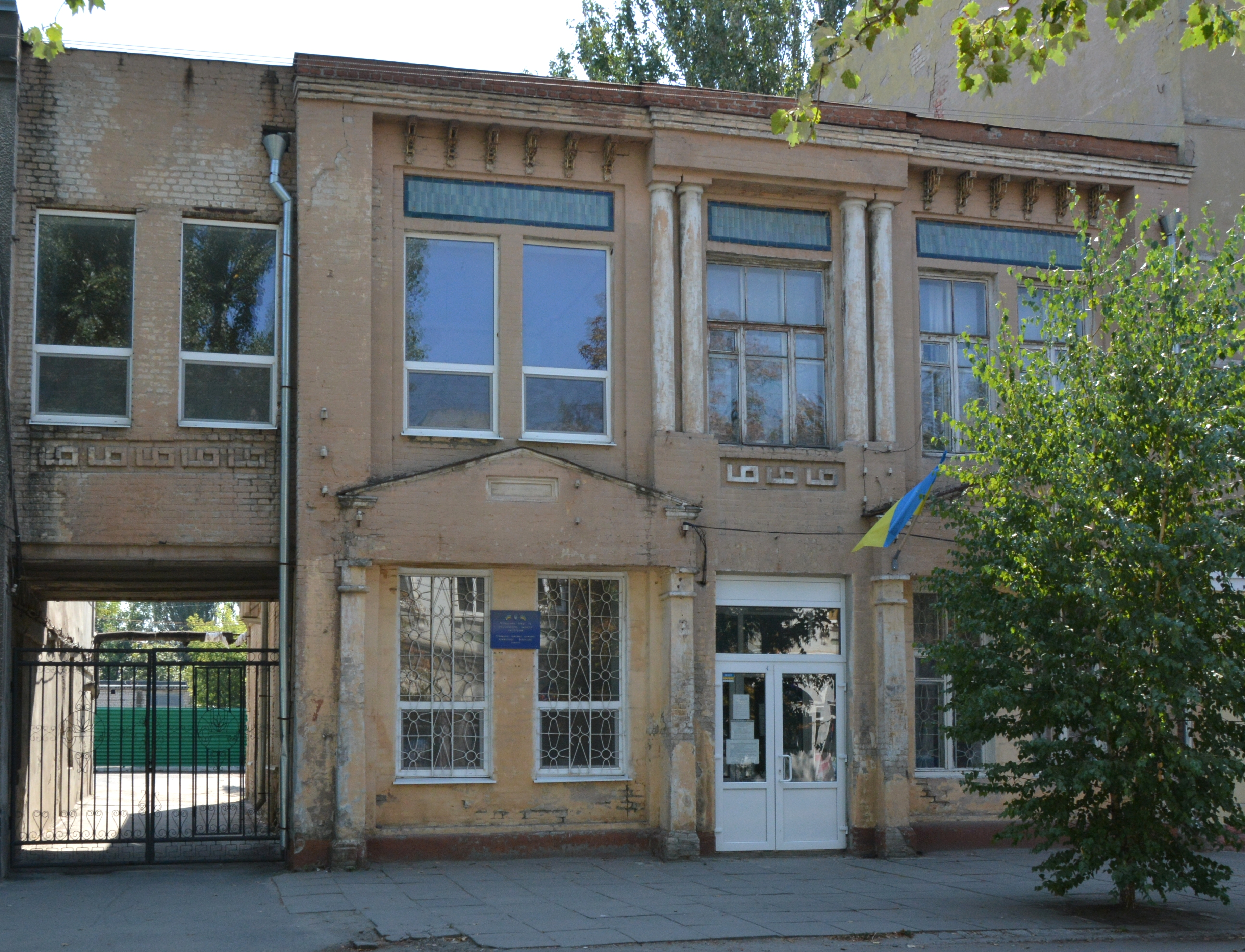
Antiguo edificio bancario
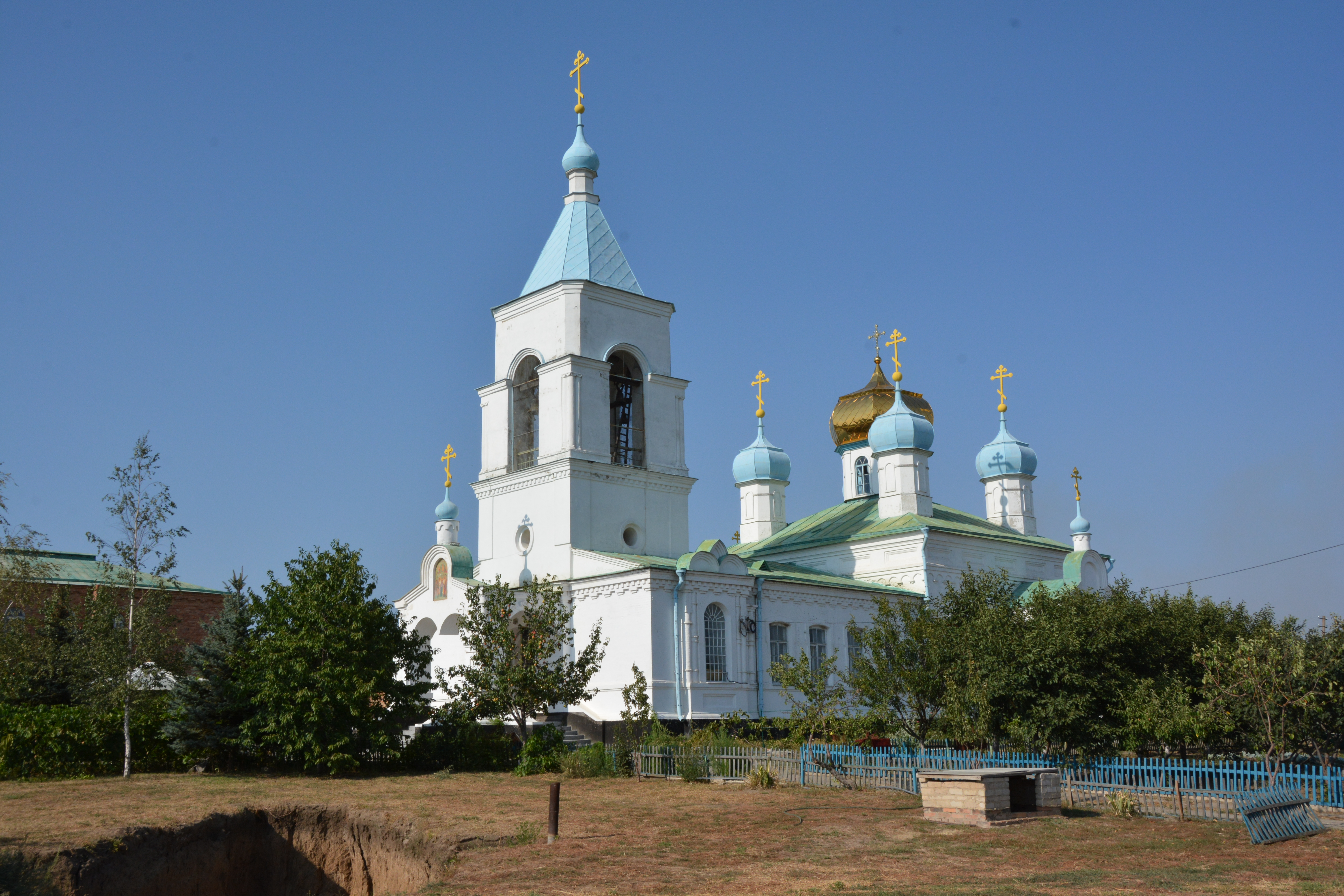
Iglesia de la Ascensión
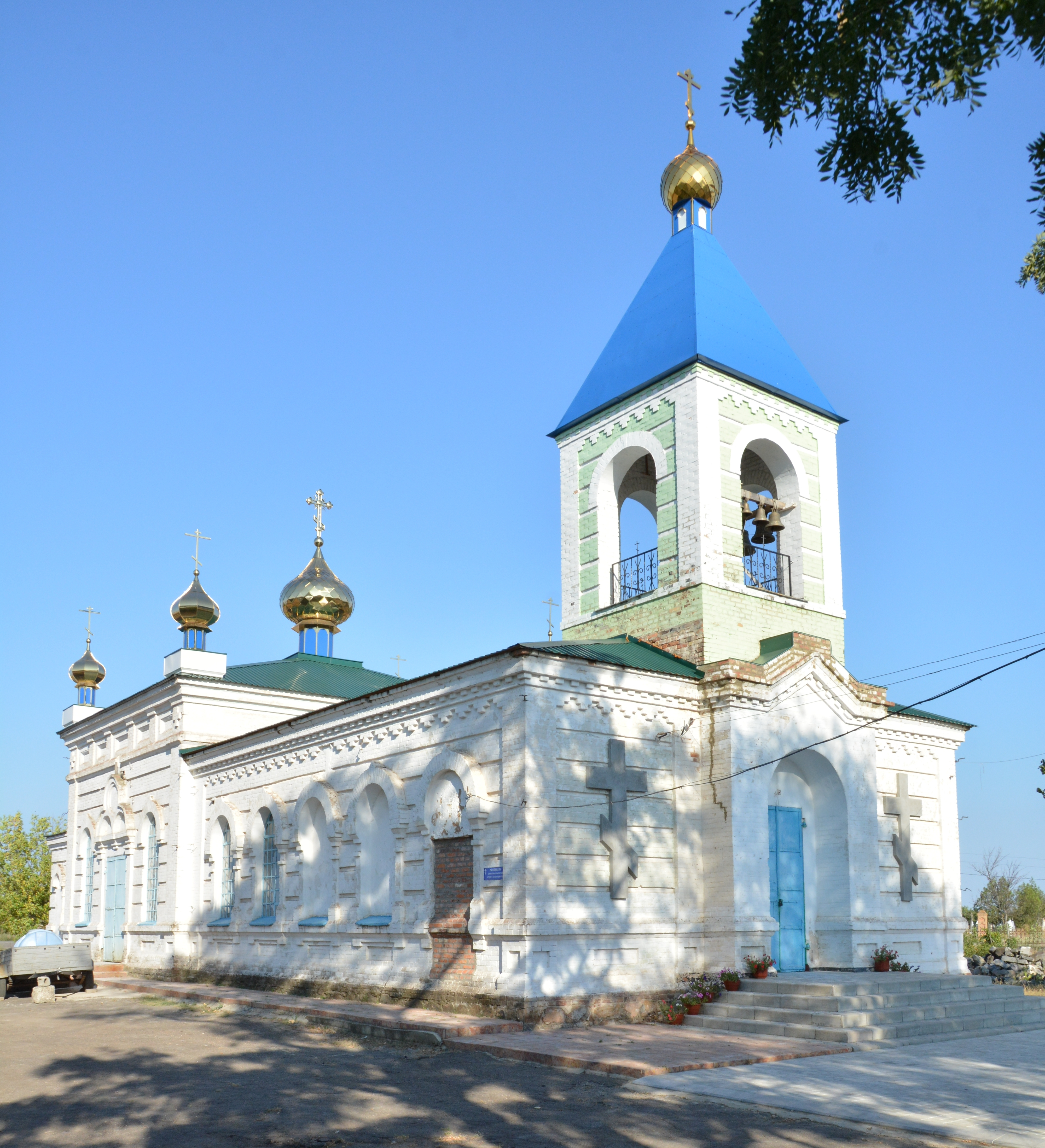
Iglesia de San Sergio de Radionezh
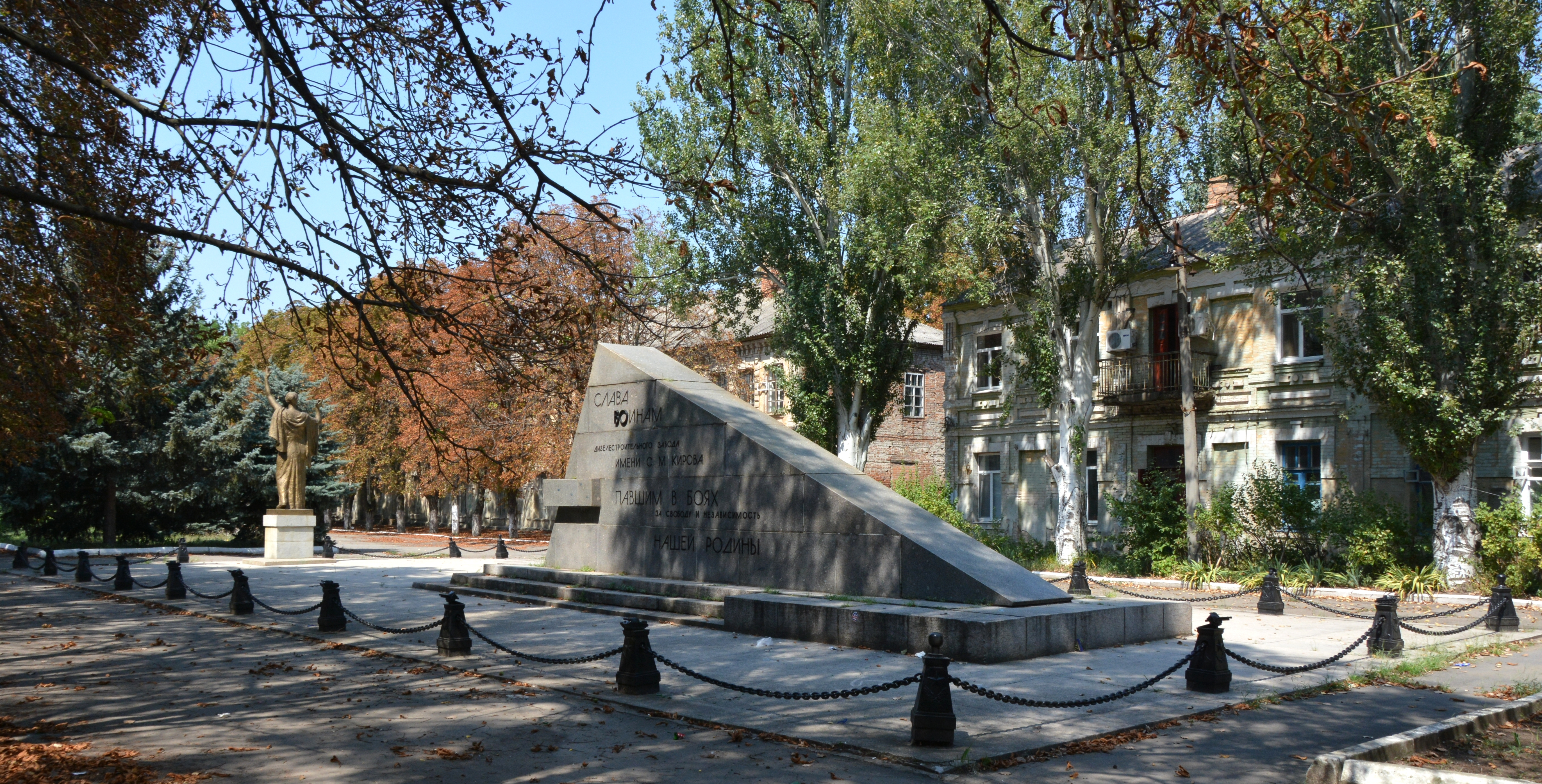
Monumento soviético de la Segunda Guerra Mundial
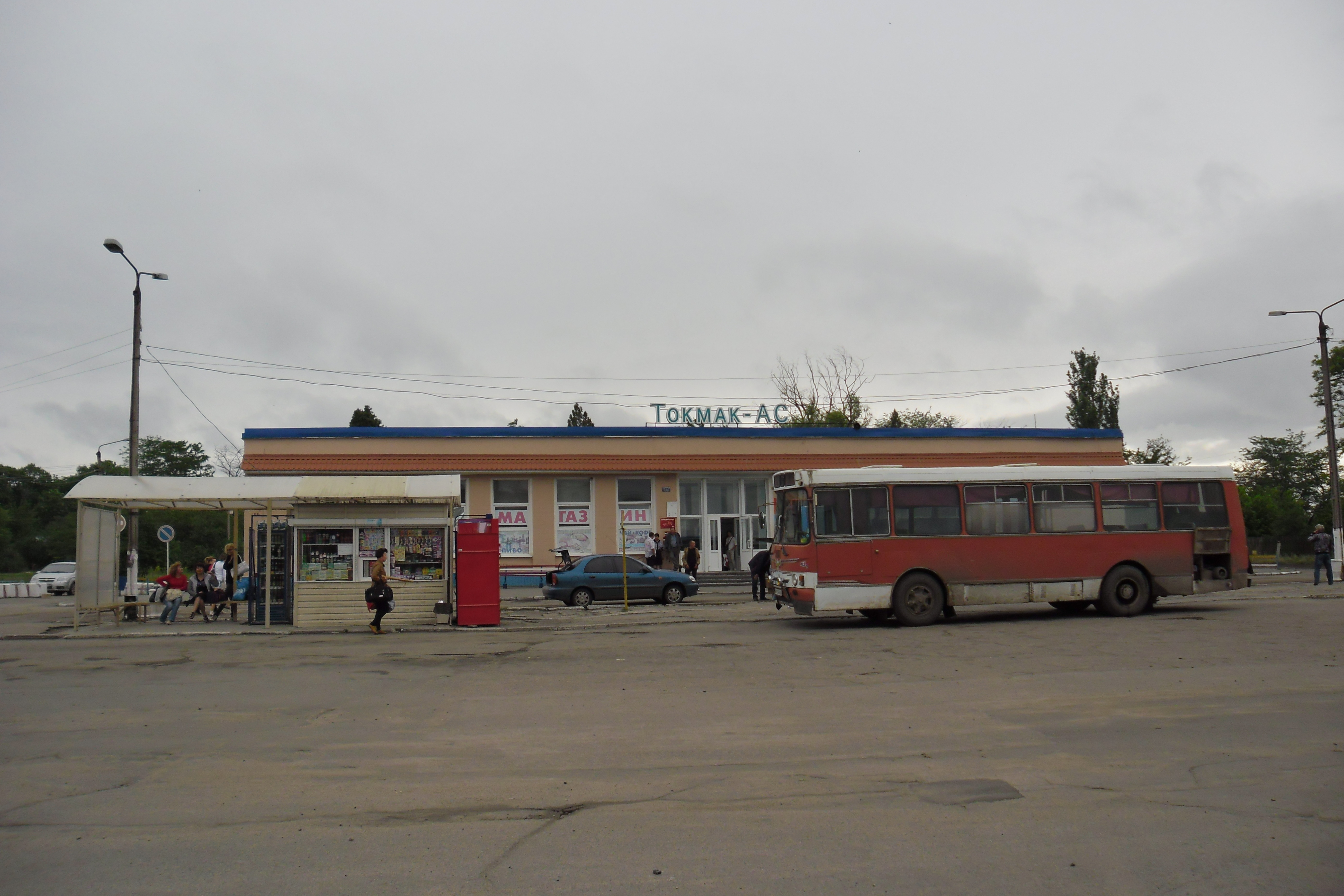
Estación de bus de Tokmak
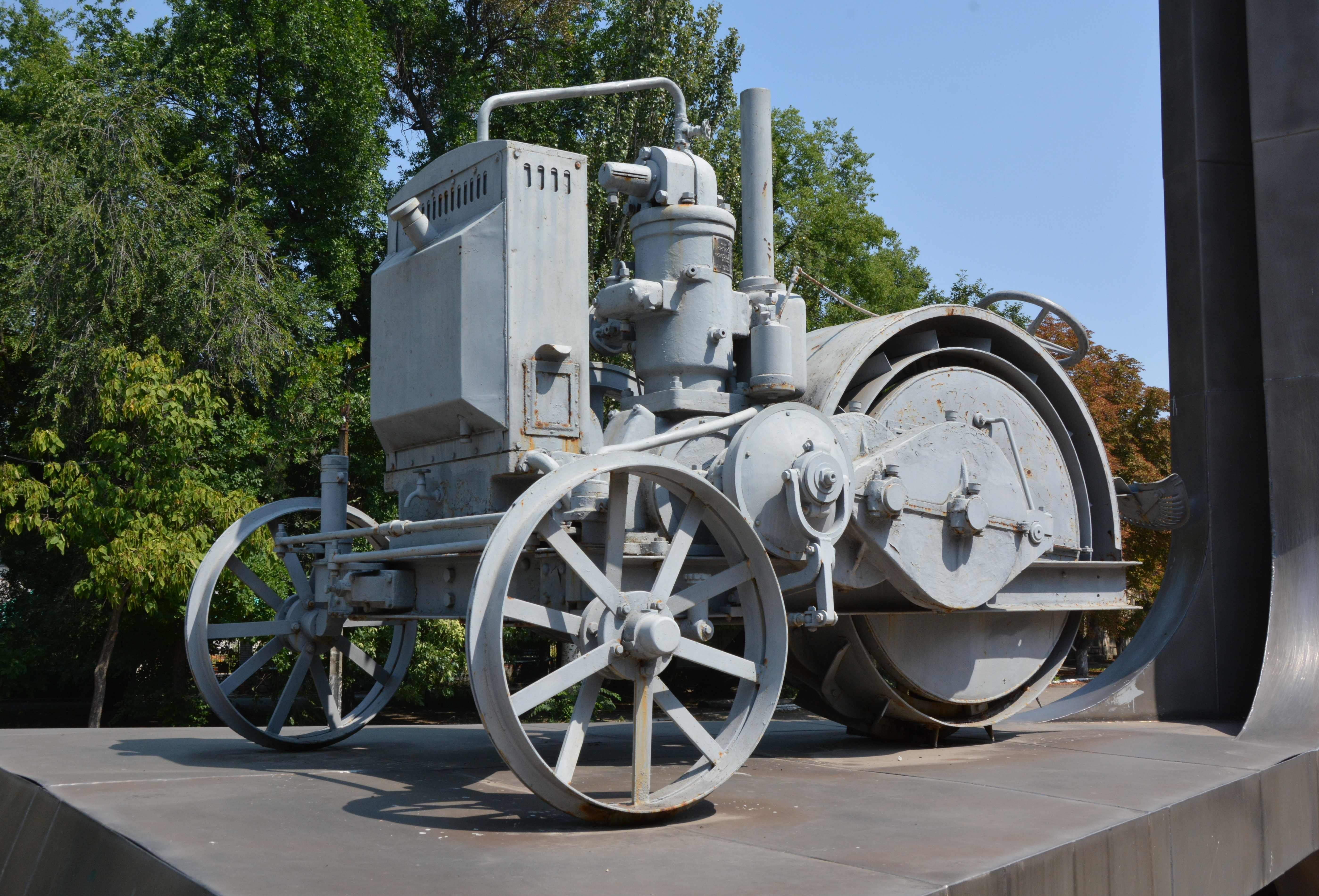
Monumento al motor de diésel